# 원곡고등학교
원곡고등학교(元谷高等學校)는 대한민국 경기도 안산시 단원구 원곡동에 있는 공립 고등학교이다.

## 학교 연혁
- 1983년 1월 10일 : 3학급 설립인가
- 1983년 3월 5일 : 초대 박기봉 교장 취임
- 1993년 5월 22일 : 도서실 신축 (460석)
- 1998년 6월 5일 : 보람관(실내 체육관) 준공
- 2001년 8월 30일 : 학생복지관 준공(4층)
- 2002년 12월 20일 : 신관 7실 증축(3,4,5층 일부)
- 2005년 9월 23일 : 청운관(다목적 교육관) 개관
- 2010년 3월 1일 : 49학급 인가
- 2011년 3월 1일 : 특수학급 교실 증축
- 2013년 3월 14일 : 학생 식당 신설 준공
- 2013년 9월 1일 : 교육부 지정 ‘자율학교’ 운영(~2021년)
- 2014년 3월 1일 : 교육부 지정 진로연구(SCEP)시범학교 운영(~2016년)
- 2014년 9월 1일 : 경기도교육청 지정 혁신학교 운영(~2022년)
- 2015년 4월 1일 : 운동부 합숙소 증축
- 2018년 3월 1일 : 경기도교육청 지정 ‘연구학교’ 운영(~2019년)
- 2021년 3월 1일 : 경기도교육청 지정 고교학점제 선도학교 운영(~2023년)
- 2022년 3월 1일 : 제13대 우찬인 교장 취임
- 2023년 1월 6일 : 제38회 322명 졸업 (총 19,134명)
- 2023년 3월 2일 : 제41회 332명 입학
- 2025년 3월 1일 : 제14대 견한수 교장 취임
- 2025년 3월 4일 : 제43회 278명 입학

## 참고 자료
- 원곡고등학교 - 한국교육학술정보원 학교알리미